# Mini (marchio)
Mini (reso graficamente come MINI) è una casa automobilistica inglese, filiale del gruppo tedesco BMW dal 1994, specializzata in superutilitarie.
Il nome Mini nacque inizialmente per un'auto specifica, ovvero una vettura nota come Morris Mini Minor e Austin Seven, lanciata dalla BMC nel 1959. Successivamente il nome si sviluppò come un marchio a sé stante, e si estese ad una gamma completa di veicoli. La prima generazione del 1959 restò in produzione fino al 2000; la nuova generazione per BMW, il cui sviluppo iniziò nel 1995, vide la luce nel 2001.
La Mini era originariamente una vettura della BMC, che nel 1966 entrò a far parte della British Motor Holdings. La fusione tra BMH e Leyland Motors portò alla nascita nel 1968 della British Leyland: nel 1969 Mini diventa così un marchio a sé stante. Nel corso degli anni ottanta la British Leyland cambia nome prima in gruppo Austin Rover e poi in gruppo Rover, ma una forte crisi porta nel 1988 alla vendita del gruppo (e quindi anche della Mini) alla British Aerospace, la quale a sua volta lo cede nel 1994 a BMW. Nel 2000 il gruppo Rover viene smantellato, e BMW mantiene la sola proprietà del marchio Mini.

## Storia

### 1959-1994

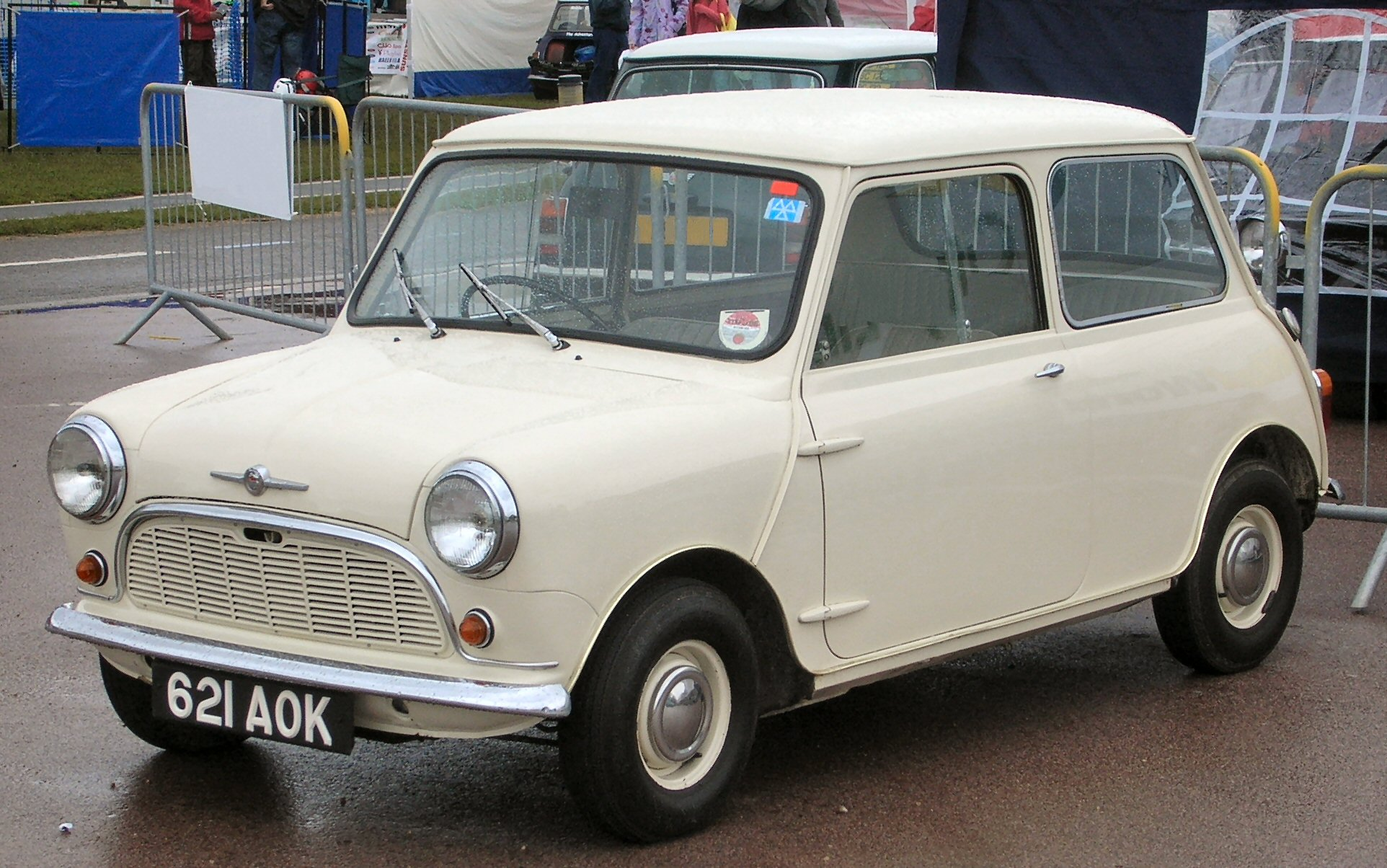
L'originale Morris Mini Minor del 1959

L'originale Mini è una piccola vettura a due porte costruita dalla British Motor Corporation e da successive case automobilistiche dal 1959 al 2000. È considerata un'icona degli anni sessanta, e la sua ottimale economia di spazio ed abitabilità interna (che tra le altre cose, ha permesso l'utilizzo dell'80% del pianale per passeggeri e bagagli) ha influenzato un'intera generazione di costruttori di automobili. L'auto è in qualche modo considerata come l'equivalente britannica alla sua contemporanea tedesca, la Volkswagen Maggiolino, che ha avuto una popolarità simile in Nordamerica. Nel 1999 la Mini è stata votata come la seconda auto più influente del XX secolo, dietro solo alla Ford Model T.
La vettura venne progettata per BMC da Sir Alec Issigonis. Prodotta negli stabilimenti di Longbridge e Cowley, la Mini era anche costruita su licenza in vari altri Paesi, tra cui Australia, Spagna (AUTHI Mini), Belgio, Cile, Italia (Innocenti Mini), Portogallo, Sudafrica, Uruguay, Venezuela e Jugoslavia. L'originale Mini, conosciuta come Mark I, ha avuto due importanti evoluzioni, la Mark II e la Mark III: all'interno di queste serie sono state realizzate alcune varianti della vettura, tra cui versioni familiari (Mini Countryman e Mini Clubman Estate), pick-up, van e spiaggina (Mini Moke). Le Mini Cooper e Cooper S erano le versioni più sportive, che hanno avuto un discreto successo come auto da rally, trionfando varie volte al Rally di Monte Carlo. Inizialmente commercializzata coi marchi Austin e Morris (Austin Seven e Morris Mini Minor), nel 1969 Mini divenne un marchio a sé stante. Successivamente la Mini sarà nuovamente commercializzata come Austin durante gli anni ottanta.

### 1994-2000
All'inizio del 1994 BMW acquisì il gruppo Rover dalla British Aerospace, proprietaria tra gli altri del marchio Mini. Già dai primi anni novanta la casa tedesca stava cercando di ampliare la propria gamma di auto con l'aggiunta di una superutilitaria, e diede così inizio ai progetti per una nuova gamma a marchio Mini.
In questi anni la stessa Rover lavorò sul marchio Mini proponendo vari esercizi di stile, tra cui la ACV30 e le Spiritual e Spiritual Too. La presentazione di queste ultime creazioni coincise con il via libera ufficiale da parte di BMW al "progetto Mini"; nel 1998 la casa bavarese iniziò quindi a dare indicazioni precise circa la creazione della nuova Mini, che vide la luce nel 2001, disegnata da Frank Stephenson.
Nel frattempo, nell'ottobre del 2000 veniva costruito l'ultimo esemplare della prima generazione Mini.

### Dal 2000 ad oggi

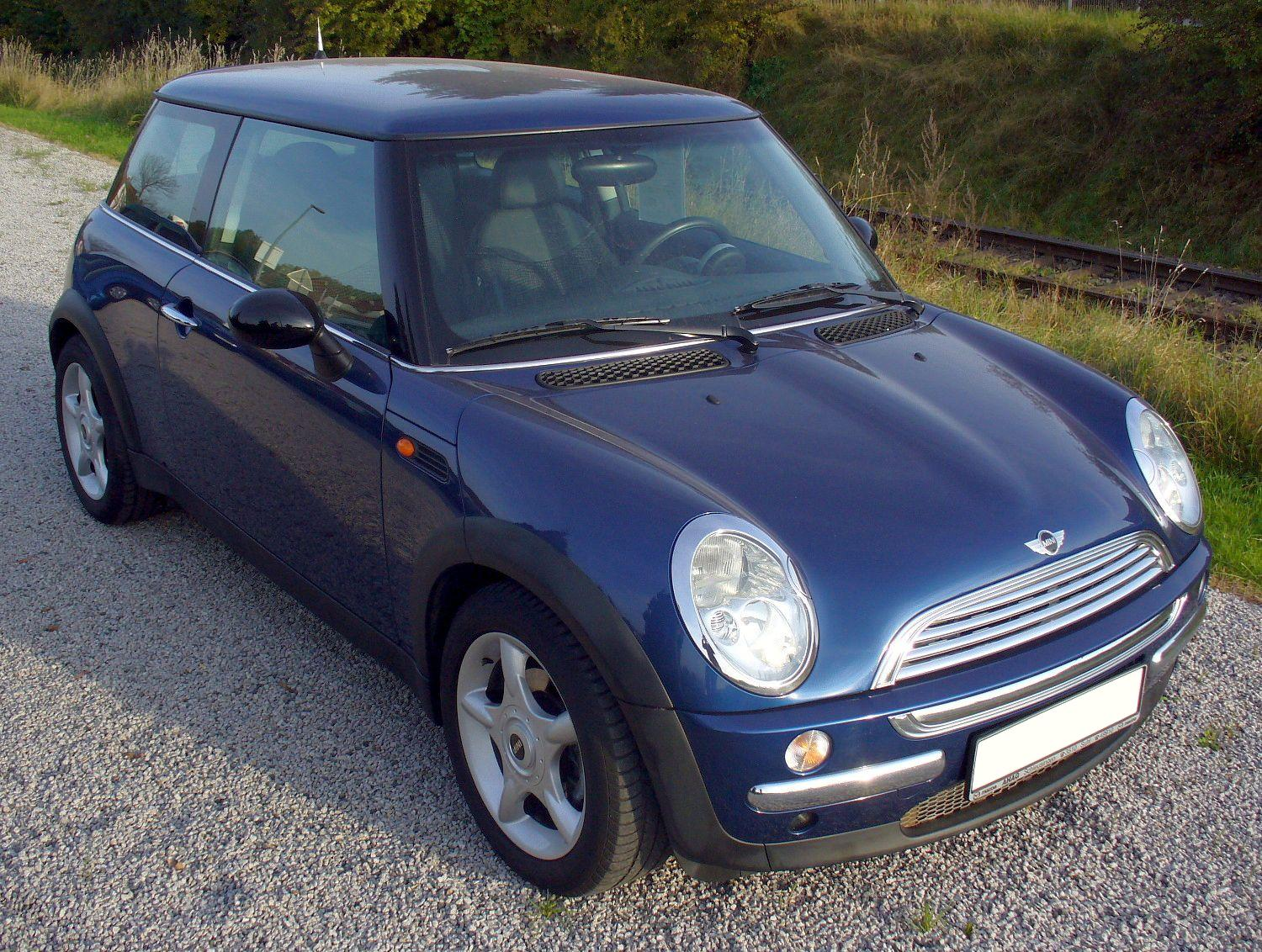
La nuova Mini, in produzione dal 2001

La seconda generazione della Mini, la prima realizzata sotto la completa egida di BMW, ha debuttato nel luglio 2001. Alla classica versione Hatch e Hardtop, nel 2005 è stata affiancata la versione cabriolet, denominata Convertible, mentre nel 2006 è partito lo sviluppo delle versioni sportive, denominate John Cooper Works, realizzate in Italia da Bertone.
Nel 2007 ha debuttato la terza generazione della Mini. Da questa generazione, Mini torna ad avere una gamma di modelli, dato che, negli anni seguenti ad Hatch/Hardtop e Convertible, si aggiungono la versione familiare Clubman (2008), la Sport Utility Vehicle Countryman (2010), la Coupé (2011) e la Roadster (2012), oltre alle relative versioni John Cooper Works, ora realizzate direttamente dalla divisione sportiva BMW Motorsport.

## Produzione
L'odierna gamma Mini è prodotta negli stabilimenti di Oxford, in Gran Bretagna, ad eccezione delle Mini Countryman e Paceman, assemblate da Magna Steyr in Austria.